# Bagan Limau
Bagan Limau is een bestuurslaag in het regentschap Pelalawan van de provincie Riau, Indonesië. Bagan Limau telt 1244 inwoners (volkstelling 2010).